# Masacre de la Escuela de Izhevsk
La masacre en la escuela secundaria No. 88 tuvo lugar en la mañana del 26 de septiembre de 2022 en Izhevsk, Udmurtia, Rusia. Como resultado del tiroteo, 17 personas murieron (11 de ellas eran menores de edad), otras 23 (incluidos 21 menores de edad) resultaron heridas de diversa gravedad. El atacante de 34 años, Artyom Kazantsev, se suicidó.

## Eventos
El tiroteo masivo ocurrió en la Escuela N.º 88 (ruso: Школа № 88) en Izhevsk, Udmurtia, Rusia. Los primeros mensajes sobre el tiroteo aparecieron en los canales de Telegram a las 10:14 hora de Moscú.
En la mañana del 26 de septiembre, un hombre armado con una camiseta con símbolos nazis y un pasamontañas irrumpió en la escuela.

Entró un hombre todo vestido de negro, con una máscara con un recorte. Entró en silencio, escuché un pop. Pensé que era una explosión o pirotecnia. Y entonces vi el arma. Yo estaba a 20 metros de él. Inmediatamente empezó a disparar, sin gritos, sin exigencias. Cuando mató al guardia, me disparó. La bala me dio en el lado derecho del pecho. Por suerte, ella logró pasar.
- Estudiante de 10mo grado de la escuela secundaria N.º 88.

La primera víctima fue un guardia de 73 años que trató de resistirse, luego el atacante abrió fuego contra niños y maestros. Caminando por los pasillos, el asesino disparó indiscriminadamente a todos los que llamaron su atención. En muchas clases, los estudiantes construyeron barricadas de escritorios y sillas y se escondieron detrás de los armarios. Presa del pánico, algunos niños comenzaron a saltar por las ventanas, y el hombre, en busca de nuevas víctimas, comenzó a romper y disparar contra las puertas cerradas de las aulas. Posteriormente, el tirador se suicidó.

## Víctimas
Como resultado del ataque a la escuela, 17 personas murieron: dos guardias, tres maestros, un trabajador de la escuela y once estudiantes de entre 7 y 15 años. Además 24 personas resultaron heridas, incluidos 21 menores de edad. Uno de los heridos, una mujer de 67 años, murió el 8 de noviembre, aumentando el número de muertos a 18.

## Perpetrator
Según el Comité de Investigación, el tirador era Artem Kazantsev, de 34 años, nacido en 1988, nativo de Izhevsk y exalumno de la escuela. Se informó que vestía una camiseta con símbolos nazis y un pasamontañas. Según el jefe de Udmurtia, Aleksandr Brechalov, Kazantsev fue registrado como paciente ambulatorio en un centro de salud mental con un diagnóstico de esquizofrenia lenta.
Según un correo electrónico escrito por Kazantsev 20 minutos antes del tiroteo, el ataque no fue un incidente terrorista.

## Reacciones

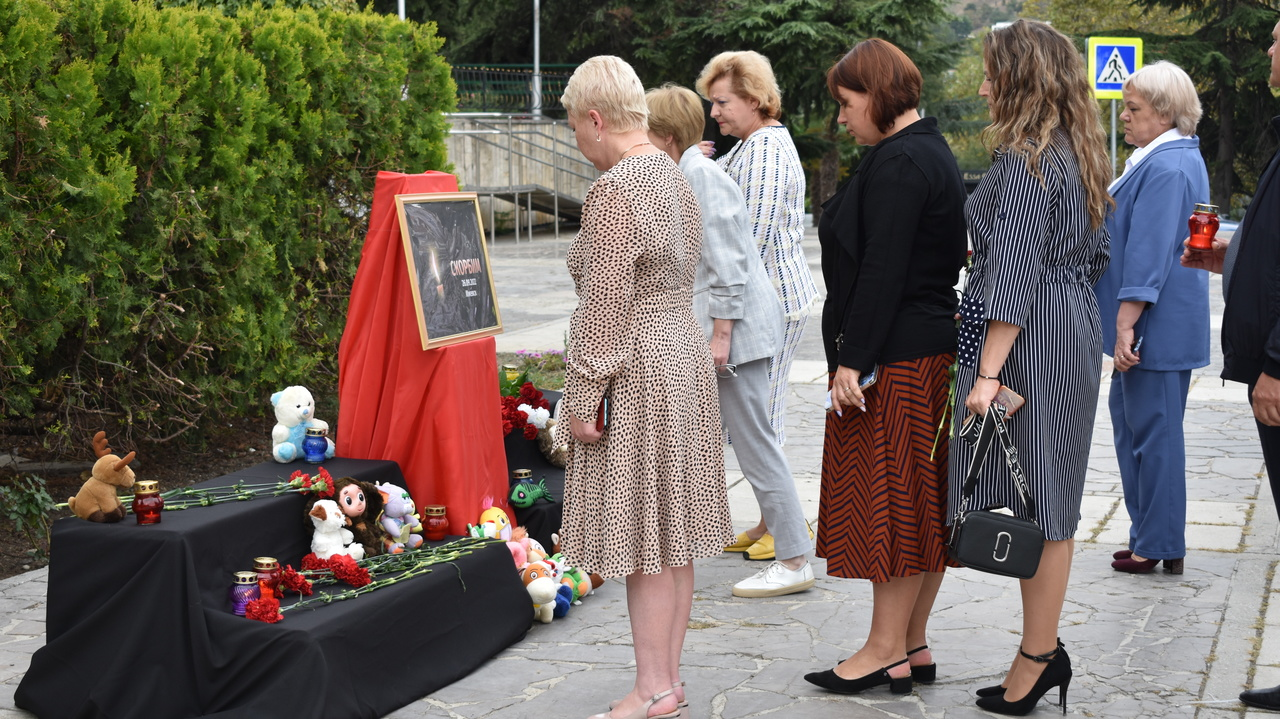
Eventos funerarios en Alushta.

El jefe de la República de Udmurtia, Alexander Brechalov, declaró luto en la región del 26 al 29 de septiembre por los muertos.
El presidente ruso Vladímir Putin, el primer ministro Mijaíl Mishustin, los jefes y representantes de las regiones del país expresaron sus condolencias a los familiares de los muertos y heridos. En varias ciudades de Rusia y países vecinos, se organizaron memoriales espontáneos en memoria de los muertos.
Jefes y representantes de estados extranjeros y organizaciones internacionales, incluida la ONU expresaron sus condolencias, así como palabras de condena por el hecho cometido.